# Юдренайское староство
Юдренайское староство (лит. Judrėnų seniūnija) — одно из 11 староств Клайпедского района, Клайпедского уезда Литвы. Административный центр — местечко Юдренай.

## География
Расположено в западной части Литвы, недалеко от побережья Балтийского моря. По территории староства протекают следующие реки: Тяльше, Граумяна, Плунке, Крёклис, Даубале, Витаутас, Шалпале, Шлужме, Пурле, Лунгурис, Видейка, Юдре. Наиболее крупными лесами являются: Плункенайский, Юдренине, Матачяйский.

## Население
Юдренайское староство включает в себя местечко Юдренай и 13 деревень.